# Ukrainische Snooker-Meisterschaft
Die ukrainische Snooker-Meisterschaft ist ein jährlich ausgetragenes Snookerturnier in der Ukraine.
Rekordsieger ist Serhij Issajenko, der seit 2004 siebenmal ukrainischer Meister wurde. Seit 2015 wird zudem ein Wettbewerb im 6-Red-Snooker gespielt.

## Ukrainische Meister

### Herren
| Jahr | Ukrainischer Meister   | Ergebnis | Finalist               | Halbfinalisten 1       |
| ---- | ---------------------- | -------- | ---------------------- | ---------------------- |
| 2004 | Hryhorij Chymotschka   | 4:1      | Bohdan Moltschanow     | Maksym Storoschenko    |
| 2004 | Hryhorij Chymotschka   | 4:1      | Bohdan Moltschanow     | Oleksandr Kassjanow    |
| 2005 | Serhij Issajenko       | 5:4      | Kostjantyn Kulyk       | Arthur Neylands        |
| 2005 | Serhij Issajenko       | 5:4      | Kostjantyn Kulyk       | Walerij Kowtun         |
| 2006 | Serhij Issajenko       | 3:0      | Hryhorij Chymotschka   | Witalij Tkatschenko    |
| 2006 | Serhij Issajenko       | 3:0      | Hryhorij Chymotschka   | Denys Waschtschuk      |
| 2007 | Serhij Issajenko       | 3:1      | Artūrs Elsts           | Denis Grabe            |
| 2007 | Serhij Issajenko       | 3:1      | Artūrs Elsts           | Walerij Kowtun         |
| 2008 | Serhij Petrasch        | 3:1      | Denys Waschtschuk      | Serhij Issajenko       |
| 2008 | Serhij Petrasch        | 3:1      | Denys Waschtschuk      | Ihor Rij               |
| 2009 | Serhij Issajenko       | 3:0      | Ruslan Ostrowskyj      | Swjatoslaw Iwaniw      |
| 2009 | Serhij Issajenko       | 3:0      | Ruslan Ostrowskyj      | Serhij Petrasch        |
| 2010 | Alan Trigg             | 4:0      | Serhij Petrasch        | Roman Popow            |
| 2010 | Alan Trigg             | 4:0      | Serhij Petrasch        | Serhij Issajenko       |
| 2011 | Alan Trigg             | 4:0      | Serhij Petrasch        | Jaroslaw Wynokur       |
| 2011 | Alan Trigg             | 4:0      | Serhij Petrasch        | Maksym Stoljartschuk   |
| 2012 | Alan Trigg             | 4:0      | Serhij Petrasch        | Wladyslaw Wyschnewskyj |
| 2012 | Alan Trigg             | 4:0      | Serhij Petrasch        | Ruslan Ostrowskyj      |
| 2013 | Serhij Issajenko       | 4:0      | Sjarhej Melnitschenok  | Ihor Slobodjanjuk      |
| 2013 | Serhij Issajenko       | 4:0      | Sjarhej Melnitschenok  | Ruslan Ostrowskyj      |
| 2014 | Serhij Issajenko       | 5:0      | Serhij Petrasch        | Ruslan Ostrowskyj      |
| 2014 | Serhij Issajenko       | 5:0      | Serhij Petrasch        | Wladyslaw Wyschnewskyj |
| 2015 | Serhij Petrasch        | 5:3      | Andrij Senyk           | Julian Bojko           |
| 2015 | Serhij Petrasch        | 5:3      | Andrij Senyk           | Dmytro Ossypenko       |
| 2016 | Serhij Issajenko       | 4:0      | Andrij Senyk           | Marjan Polydowytsch    |
| 2016 | Serhij Issajenko       | 4:0      | Andrij Senyk           | Serhij Petrasch        |
| 2017 | Artem Koschowyj        | 4:2      | Wladyslaw Wyschnewskyj | Oleksandr Sacharow     |
| 2017 | Artem Koschowyj        | 4:2      | Wladyslaw Wyschnewskyj | Anton Kasakow          |
| 2018 | Wladyslaw Wyschnewskyj | 5:2      | Maksym Stoljartschuk   | Anton Kasakow          |
| 2018 | Wladyslaw Wyschnewskyj | 5:2      | Maksym Stoljartschuk   | Serhij Petrasch        |
| 2019 | Anton Kasakow          | 4:0      | Wladyslaw Wyschnewskyj | Serhij Petrasch        |
| 2019 | Anton Kasakow          | 4:0      | Wladyslaw Wyschnewskyj | Julian Bojko           |
| 2020 | Denys Chmelewskyj      | 4:2      | Anton Kasakow          | Witalij Pazura         |
| 2020 | Denys Chmelewskyj      | 4:2      | Anton Kasakow          | Kyrylo Bajdala         |
| 2021 | Wladyslaw Wyschnewskyj | 4:1      | Anton Kasakow          | Matwij Lahodsynskyj    |
| 2021 | Wladyslaw Wyschnewskyj | 4:1      | Anton Kasakow          | Serhij Issajenko       |
| 2022 | Wladyslaw Wyschnewskyj | 4:1      | Matwij Lahodsynskyj    | Denys Chmelewskyj      |
| 2022 | Wladyslaw Wyschnewskyj | 4:1      | Matwij Lahodsynskyj    | Petro Sydorenko        |
| 2023 | Tang Li                | 5:3      | Matwij Lahodsynskyj    | Petro Sydorenko        |
| 2023 | Tang Li                | 5:3      | Matwij Lahodsynskyj    | Wladyslaw Wyschnewskyj |
| 2024 | Mychajlo Larkow        | 5:1      | Kyrylo Bajdala         | Matwij Lahodsynskyj    |
| 2024 | Mychajlo Larkow        | 5:1      | Kyrylo Bajdala         | Jurij Semko            |

Rangliste
| Platz | Spieler                | Gold | Silber | Bronze |
| ----- | ---------------------- | ---- | ------ | ------ |
| 1     | Serhij Issajenko       | 7    | 0      | 3      |
| 2     | Wladyslaw Wyschnewskyj | 3    | 2      | 1      |
| 3     | Alan Trigg             | 3    | 0      | 0      |
| 4     | Serhij Petrasch        | 2    | 4      | 4      |
| 5     | Anton Kasakow          | 1    | 2      | 2      |
| 6     | Hryhorij Chymotschka   | 1    | 1      | 0      |
| 7     | Denys Chmelewskyj      | 1    | 0      | 1      |
| 8     | Artem Koschowyj        | 1    | 0      | 0      |
| 8     | Mychajlo Larkow        | 1    | 0      | 0      |
| 8     | Tang Li                | 1    | 0      | 0      |

### Damen
| Jahr | Ukrainische Meisterin  | Ergebnis | Finalistin           | Halbfinalistinnen 2  |
| ---- | ---------------------- | -------- | -------------------- | -------------------- |
| 2007 | Wiktorija Nahorna      | 3:0      | Marija Issajenko     | Tetjana Martynjuk    |
| 2007 | Wiktorija Nahorna      | 3:0      | Marija Issajenko     | Daryna Krasnoschon 3 |
| 2014 | Kateryna Polowyntschuk | 3:2      | Daryna Sirantschuk   | Wiktorija Nahorna    |
| 2014 | Kateryna Polowyntschuk | 3:2      | Daryna Sirantschuk   | Oleksandra Sjerowa   |
| 2015 | Marija Issajenko       | 3:1      | Daryna Sirantschuk   | Polina Kusnytschenko |
| 2015 | Marija Issajenko       | 3:1      | Daryna Sirantschuk   | Oleksandra Sjerowa   |
| 2020 | Ljubow Schyhajlowa     | 2:1      | Marharyta Lissowenko | Wiktorija Nahorna    |
| 2020 | Ljubow Schyhajlowa     | 2:1      | Marharyta Lissowenko | Bohdana Solomka      |
| 2021 | Lilija Zarusch         | 3:1      | Marharyta Lissowenko | Daryna Schaschyna    |
| 2021 | Lilija Zarusch         | 3:1      | Marharyta Lissowenko | Rjenata Schtschyruk  |
| 2023 | Wira Lycholat          | 3:1      | Lilija Zarusch       | Daryna Schaschyna    |
| 2023 | Wira Lycholat          | 3:1      | Lilija Zarusch       | Daryna Djatschenko   |

Rangliste
| Platz | Spieler                | Gold | Silber | Bronze |
| ----- | ---------------------- | ---- | ------ | ------ |
| 1     | Marija Issajenko       | 1    | 1      | 0      |
| 1     | Lilija Zarusch         | 1    | 1      | 0      |
| 3     | Wiktorija Nahorna      | 1    | 0      | 2      |
| 4     | Wira Lycholat          | 1    | 0      | 0      |
| 4     | Kateryna Polowyntschuk | 1    | 0      | 0      |
| 4     | Ljubow Schyhajlowa     | 1    | 0      | 0      |

### Senioren
| Jahr | Ukrainischer Meister | Ergebnis | Finalist            | Halbfinalisten 4     |
| ---- | -------------------- | -------- | ------------------- | -------------------- |
| 2015 | Witalij Jazenko      | 3:1      | Wiktor Myronjuk     | Witalij Iwaniw       |
| 2015 | Witalij Jazenko      | 3:1      | Wiktor Myronjuk     | Oleksandr Kassjanow  |
| 2018 | Alan Trigg           | 3:1      | Witalij Jazenko     | Serhij Petrasch      |
| 2018 | Alan Trigg           | 3:1      | Witalij Jazenko     | Stepan Deljatynskyj  |
| 2019 | Alan Trigg           | 3:0      | Oleksandr Kassjanow | Oleksandr Resnyk     |
| 2019 | Alan Trigg           | 3:0      | Oleksandr Kassjanow | Witalij Jazenko      |
| 2021 | Serhij Petrasch      | 3:1      | Oleksandr Kassjanow | Wiktor Myronjuk      |
| 2021 | Serhij Petrasch      | 3:1      | Oleksandr Kassjanow | Stepan Deljatynskyj  |
| 2022 | Swjatoslaw Iwaniw    | 3:0      | Oleh Waskowskyj     | Bohdan Podoljak      |
| 2022 | Swjatoslaw Iwaniw    | 3:0      | Oleh Waskowskyj     | Anatolij Hajdutschyk |

### U21-Junioren
| Jahr | Ukrainischer Meister  | Ergebnis | Finalist         | Halbfinalisten 5       |
| ---- | --------------------- | -------- | ---------------- | ---------------------- |
| 2014 | Witalij Pazura        | 3:2      | Mykola Nykyforow | Leonid Klischtschar    |
| 2014 | Witalij Pazura        | 3:2      | Mykola Nykyforow | Mykyta Rudenko         |
| 2015 | Julian Bojko          | 3:0      | Jurij Semko      | Kateryna Polowyntschuk |
| 2015 | Julian Bojko          | 3:0      | Jurij Semko      | Mykola Nykyforow       |
| 2016 | Julian Bojko          | 3:1      | Oleksij Rudenko  | Polina Kusnytschenko 6 |
| 2016 | Julian Bojko          | 3:1      | Oleksij Rudenko  | Heorhij Petrunko 6     |
| 2017 | Wjatscheslaw Skworzow | 2:0      | Roman Woloschko  | Oleksandr Hara         |
| 2017 | Wjatscheslaw Skworzow | 2:0      | Roman Woloschko  | Witalij Swyst          |
| 2018 | Julian Bojko          | 2:0      | Andrij Kljestow  | Heorhij Petrunko       |
| 2018 | Julian Bojko          | 2:0      | Andrij Kljestow  | Mykyta Rudenko         |
| 2020 | Julian Bojko          | (3:1) 7  | Mykyta Rudenko   | Anton Kasakow          |
| 2020 | Julian Bojko          | (3:1) 7  | Mykyta Rudenko   | Heorhij Petrunko 8     |
| 2022 | Matwij Lahodsynskyj   | 3:0      | Hlib Skrynko     | Illja Sterpul          |
| 2022 | Matwij Lahodsynskyj   | 3:0      | Hlib Skrynko     | Kyrylo Bajdala         |
| 2023 | Kyrylo Bajdala        | 3:1      | Artem Surschykow | Hlib Skrynko           |
| 2023 | Kyrylo Bajdala        | 3:1      | Artem Surschykow | Petro Sydorenko        |

### U18-Junioren
| Jahr | Ukrainischer Meister | Ergebnis | Finalist              | Halbfinalisten 9 |
| ---- | -------------------- | -------- | --------------------- | ---------------- |
| 2019 | Wladyslaw Mindsaruk  | 2:1      | Oleksandr Sirantschuk | Sachar Sawalnjuk |
| 2020 | Kyrylo Bajdala       | 2:1      | Artem Surschykow      | Roman Blakyta    |
| 2020 | Kyrylo Bajdala       | 2:1      | Artem Surschykow      | Petro Sydorenko  |
| 2021 | Anton Kasakow        | 3:2      | Matwij Lahodsynskyj   | Maksym Bondar    |
| 2021 | Anton Kasakow        | 3:2      | Matwij Lahodsynskyj   | Mykyta Homenjuk  |

### U16-Junioren
| Jahr | Ukrainischer Meister | Ergebnis | Finalist          | Halbfinalisten 10     |
| ---- | -------------------- | -------- | ----------------- | --------------------- |
| 2018 | Julian Bojko         | 2:0      | Heorhij Petrunko  | Artem Bojko           |
| 2018 | Julian Bojko         | 2:0      | Heorhij Petrunko  | Oleksandr Sirantschuk |
| 2021 | Artem Surschykow     | 3:0      | Petro Sydorenko   | Kyrylo Bajdala        |
| 2021 | Artem Surschykow     | 3:0      | Petro Sydorenko   | Heorhij Petrunko      |
| 2022 | Roman Blakyta        | 3:0      | Mykola Nepokrytyj | Wsewolod Bajrak       |
| 2022 | Roman Blakyta        | 3:0      | Mykola Nepokrytyj | Iwan Krawtschenko     |
| 2023 | Roman Blakyta        | 3:1      | Danylo Woloschyn  | Mykola Nepokrytyj     |
| 2023 | Roman Blakyta        | 3:1      | Danylo Woloschyn  | Bohdan Kyrylowskyj    |

### U13-Junioren
| Jahr | Ukrainischer Meister | Ergebnis | Finalist     | Halbfinalisten 11 |
| ---- | -------------------- | -------- | ------------ | ----------------- |
| 2019 | Artem Bojko          | 2:1      | Iwan Rudenko | Dmytro Barladjan  |

### U12-Junioren
| Jahr | Ukrainischer Meister | Ergebnis | Finalist          | Halbfinalisten 12 |
| ---- | -------------------- | -------- | ----------------- | ----------------- |
| 2022 | Marija Dazenko       | 2:1      | Nasar Politun     | Illja Taran       |
| 2022 | Marija Dazenko       | 2:1      | Nasar Politun     | Matwij Sulschenko |
| 2023 | Iwan Woloschyn       | 3:1      | Matwij Sulschenko | Damir Schurupow   |
| 2023 | Iwan Woloschyn       | 3:1      | Matwij Sulschenko | Mykola Lipko      |

### U11-Junioren
| Jahr | Ukrainischer Meister | Ergebnis | Finalist             | Halbfinalisten 13 |
| ---- | -------------------- | -------- | -------------------- | ----------------- |
| 2021 | Nasar Injutin        | 1:0      | Oleksandra Luhowazka | Maksym Hus        |
| 2021 | Nasar Injutin        | 1:0      | Oleksandra Luhowazka | Jehor Babenko     |

### U18-Juniorinnen
| Jahr | Ukrainische Meisterin | Ergebnis | Finalistin           | Halbfinalistinnen 14     |
| ---- | --------------------- | -------- | -------------------- | ------------------------ |
| 2019 | Iryna Schljapnykowa   | 2:0      | Anna Terina          | Oleksandra Judtschiz     |
| 2021 | Lilija Zarusch        | 3:2      | Marharyta Lissowenko | Oleksandra Mischtschenko |
| 2021 | Lilija Zarusch        | 3:2      | Marharyta Lissowenko | Daryna Schaschyna        |
| 2022 | Lilija Zarusch        | 3:1      | Marija Kruk          | Daryna Schaschyna        |
| 2022 | Lilija Zarusch        | 3:1      | Marija Kruk          | Daryna Djatschenko       |
| 2023 | Lilija Zarusch        | 3:1      | Wira Lycholat        | Jelysaweta Sawhorodnja   |
| 2023 | Lilija Zarusch        | 3:1      | Wira Lycholat        | Oleksandra Mischtschenko |

### U16-Juniorinnen
| Jahr | Ukrainische Meisterin | Ergebnis | Finalistin           | Halbfinalistinnen 15 |
| ---- | --------------------- | -------- | -------------------- | -------------------- |
| 2020 | Marharyta Lissowenko  | (2:0) 16 | Oleksandra Judtschiz | Iryna Schljapnykowa  |
| 2020 | Marharyta Lissowenko  | (2:0) 16 | Oleksandra Judtschiz | Emma Swidsinska 17   |

### U13-Juniorinnen
| Jahr | Ukrainische Meisterin | Ergebnis | Finalistin      | Halbfinalistinnen 18  |
| ---- | --------------------- | -------- | --------------- | --------------------- |
| 2019 | Sonja Hratsch         | 2:0      | Emma Swidsinska | Kristina Iwantschenko |

### Studenten
| Jahr | Ukrainischer Meister | Ergebnis | Finalist           | Halbfinalisten 19     |
| ---- | -------------------- | -------- | ------------------ | --------------------- |
| 2017 | Witalij Swyst        | 3:1      | Witalij Pazura     | Ljubow Schyhajlowa    |
| 2017 | Witalij Swyst        | 3:1      | Witalij Pazura     | Roman Woloschko       |
| 2018 | Witalij Pazura       | 3:0      | Andrij Schulha     | Mychajlo Petruschka   |
| 2018 | Witalij Pazura       | 3:0      | Andrij Schulha     | Illja Jewtjejew       |
| 2019 | Witalij Pazura       | 2:1      | Roman Woloschko    | Mychajlo Petruschka   |
| 2019 | Witalij Pazura       | 2:1      | Roman Woloschko    | Wjatscheslaw Skworzow |
| 2020 | Mychajlo Petruschka  | 2:1      | Wladyslaw Denyssow | Jewhen Kusmenko       |
| 2020 | Mychajlo Petruschka  | 2:1      | Wladyslaw Denyssow | Mykola Sajtschenko    |

### Studentinnen
| Jahr | Ukrainische Meisterin | Ergebnis | Finalistin       | Halbfinalistinnen 20 |
| ---- | --------------------- | -------- | ---------------- | -------------------- |
| 2019 | Ljubow Schyhajlowa    | 2:0      | Julija Malachowa | Bohdana Jazjuk       |
| 2019 | Ljubow Schyhajlowa    | 2:0      | Julija Malachowa | Anhelina Peretjatko  |
| 2020 | Ljubow Schyhajlowa    | 2:1      | Julija Malachowa | Marija Mysak         |
| 2020 | Ljubow Schyhajlowa    | 2:1      | Julija Malachowa | Anhelina Peretjatko  |